# Hipparkhosz athéni türannosz
Hipparkhosz (ógörögül: Ἵππαρχος, meghalt i. e. 514-ben) athéni uralkodó, Peiszisztratosz egyik fia.
Habár a görögök úgy tartották, hogy testvérével, Hippiasszal együtt lettek Athén türannoszai apjuk, Peiszisztratosz i. e. 527 körüli halála után, Thuküdidész szerint Hippiasz egyedül uralkodott. Hipparkhosz a művészetek pártfogója volt, Szimónidészt is ő hívta Athénba.
I. e. 514-ben gyilkolták meg a zsarnokölők, Harmodiosz és Arisztogeitón. Hérodotosz és Thuküdidész szerint személyes indokok álltak a háttérben: Hipparkhosz beleszeretett Harmodioszba, aki viszont már szerelmes volt Arisztogeitónba. Miután Harmodiosz visszautasította őt, Hipparkhosz meghívta Harmodiosz lánytestvérét, hogy vegyen részt a Panathénaia ünnepen kaneforaként, csak azért, hogy meggyanúsíthassa, hogy már nem szűz. Ennek megtorlása képpen gyilkolta meg őt Harmodiosz és Arisztogeitón.
A merényletet követően Hippiasz zord és kegyetlen türanosszá vált, i. e. 510-ben pedig I. Kleomenész spártai király letaszította a trónról. A modern tudomány azt a hagyományt, miszerint Hipparkhoszt nem csupán Hippiasz kiváltságos fivérének, hanem uralkodótársának tekintik, a gyilkosság után Harmodiosz és Arisztogeitón körül kialakult kultusznak tulajdonítja.

## Fordítás
- Ez a szócikk részben vagy egészben  a   Hipparchus (son of Peisistratos) című angol Wikipédia-szócikk fordításán alapul.  Az eredeti cikk szerkesztőit annak laptörténete sorolja fel. Ez a jelzés csupán a megfogalmazás eredetét és a szerzői jogokat jelzi, nem szolgál a cikkben szereplő információk forrásmegjelöléseként.